# Walter Suck
Walter Suck (* 21. September 1912 in Flensburg; † 11. November 1983 in Flensburg) war ein deutscher Gewerkschafter und Politiker (SPD).

## Leben und Beruf
Nach dem Besuch der Oberrealschule in Flensburg absolvierte Suck von 1929 bis 1932 eine Maschinenbaulehre und arbeitete anschließend in diesem Beruf. Er wechselte 1934 als Berufssoldat zur Wehrmacht, schlug dort die waffentechnische Laufbahn des Heeres (HTL) ein und nahm als Soldat am 
Zweiten Weltkrieg teil.
Suck arbeitete von 1945 bis 1952 als technischer Angestellter bei den Flensburger Stadtwerken. Er hatte sich 1946 der ÖTV angeschlossen und war von 1947 bis 1952 Vorsitzender des Personalrates der Flensburger Stadtwerke. Von 1953 bis 1969 fungierte er als Geschäftsführer und Vorsitzender der ÖTV Flensburg.

## Partei
Suck war Mitglied des Südschleswigschen Vereins.
1958 trat er in die SPD ein. Er war von 1967 bis 1971 Vorsitzender des SPD-Kreisverbandes Flensburg-Stadt und anschließend noch dessen stellvertretender Vorsitzender.

## Abgeordneter
Suck gehörte von 1959 bis 1969 dem Rat der Stadt Flensburg an.
Von 1969 bis 1976 war er Mitglied des Deutschen Bundestages. Er ist stets als direkt gewählter Abgeordneter des Wahlkreises Flensburg in den Bundestag eingezogen. 
Von 1975 bis 1977 war Suck schließlich Mitglied des Europäischen Parlamentes.